# あるあるティーン・ムービー
『あるあるティーン・ムービー』（原題：Not Another Teen Movie）は、2001年のアメリカ合衆国のティーン・パロディ映画。監督はジョエル・ガレン、出演はカイラー・リー、クリス・エヴァンス、ジェイミー・プレスリー、エリック・クリスチャン・オルセン、エリック・ユングマン、ミア・カーシュナー、デオン・リッチモンド他。
2001年12月14日にソニー・ピクチャーズ・リリーシング傘下のコロンビア・ピクチャーズから公開されたこの映画には、1980年代から90年代にかけて公開されたティーン映画のパロディが多く含まれている。ストーリーは主に『シーズ・オール・ザット』、『恋のから騒ぎ』、『待ちきれなくて…』、『プリティ・イン・ピンク/恋人たちの街角』、『バーシティ・ブルース』などを元にしている。また、『アメリカン・ビューティー』、『アメリカン・パイ』、『チアーズ!』、『キャント・バイ・ミー・ラブ』、『クルーエル・インテンションズ』、『バッド・チューニング』、『初体験/リッジモント・ハイ』、『フェリスはある朝突然に』、『グリース』、『ハード・キャンディ』、『ルーカスの初恋メモリー』、『25年目のキス』、『危険な情事』、『ロード・トリップ』、『ルディ/涙のウイニング・ラン』、『すてきな片想い』など、10代や大学生の登場人物が登場する他の映画への言及も満載で、ポール・グリーソンは『ブレックファスト・クラブ』の副校長ヴァーノン役を再演した。

## キャスト
| 役名                   | 俳優                             | 吹替       |
| 役名                   | 俳優                             | Netflix版  |
| ---------------------- | -------------------------------- | ---------- |
| ジェイニー・ブリッグス | カイラー・リー                   | 嶋村侑     |
| ジェイク・ワイラー     | クリス・エヴァンス               |            |
| プリシラ               | ジェイミー・プレスリー           |            |
| オースティン           | エリック・クリスチャン・オルセン |            |
| キャサリン・ワイラー   | ミア・カーシュナー               |            |
| マリクトークン         | デオン・リッチモンド             |            |
| リッキー・リップマン   | エリック・ユングマン             | 新祐樹     |
| レジー・レイ           | ロン・レスター                   |            |
| ミッチ・ブリッグス     | コーディ・マクメインズ           |            |
| オックス               | サム・ハンティントン             |            |
| ブルース               | サム・レヴィン                   |            |
| アマンダ・ベッカー     | レイシー・シャベール             |            |
| アリアラ               | セリーナ・ヴィンセント           |            |
| レス                   | ライリー・スミス                 |            |
| ブリッグス             | ランディ・クエイド               | さかき孝輔 |
| コーチ                 | エド・ローター                   | さかき孝輔 |
| ヴァーノン先生         | ポール・グリーソン               | さかき孝輔 |
| カラ・フラテッリ       | サマイア・アームストロング       |            |
| サンディ・スー         | ジョアンナ・ガルシア             |            |
| ツアーガイド           | ジョシュ・ラドナー               |            |
| 校長                   | ジョージ・ワイナー               |            |
| 用務員                 | ミスター・T                      |            |
| 空港職員               | モリー・リングウォルド           |            |
| インストラクター       | メリッサ・ジョーン・ハート       |            |

## 公開
この映画は、全米興行収入で初登場3位となり、初週末の興行収入は1,260万ドル。国内興行収入は3,830万ドル、海外興行収入は2,820万ドルで、全世界累計興行収入は6,650万ドルだった。